# 포르투갈의 동성결혼
포르투갈은 2010년 6월 5일부터 동성결혼을 합법화했다. 조제 소크라트스 총리 정부는 2009년 12월에 동성결혼 법안을 포르투갈 의회에 발의하여, 2010년 2월 통과하였다. 최종적으로 포르투갈 헌법재판소는 동성결혼이 합헌이라고 판결내렸다. 2010년 5월 17일 아니발 카바쿠 실바 대통령은 법안을 승인하였고, 포르투갈은 유럽에서 6번째, 세계에서 8번째로 동성결혼을 허용한 국가가 되었다. 공식적으로는 2010년 6월 5일부터 발효되었다.

## 역사

### 헌법재판소 판결
2006년 2월 1일 페레사 피레스, 헬레나 파이쇼 커플이 포르투갈 당국에 결혼 신고를 시도하였으나 거절됨에 따라 법원에 자신들의 결혼을 인정해달라고 소송을 시작하였다. 커플은 1976년 개정된 포르투갈 헌법에서 성적지향에 따른 차별을 금지하고 있었다는 점을 강조했다. 또한 2004년에 성적지향을 근거로 한 차별을 못하도록 하는 법이 재정된 바 있었다. 하지만 법원은 2007년 5월 이들의 소송을 기각하였고 커플은 헌법재판소로 항소하였다. 2007년 10월 19일 커플의 변호사는 법정에서 동성결혼을 금지하는 것이 위헌이라는 포르투갈의 저명 법학 교수 7명의 진정서를 제출하며 동성결혼을 허용해 줄 것을 제청하였다.
2009년 7월 9일 헌법재판소는 3-2로 포르투갈 헌법이 동성결혼을 금지하지도 명시적으로 인정하고 있지도 않다며, 포르투갈 의회가 결정할 문제라고 판결내렸다.

### 입법 시도

#### 2008년
2008년 10월 10일 동성결혼을 합법화하기 위한 2개의 법안이 의회에 제출되었다. 이 법안들은 각각 좌파블록(BE)와 녹색당(PEV)이 별도로 입안한 것이였다. 하지만 두 법안 모두 여당인 사회당과 제1 야당이자 자유보수주의 정당인 사회민주당에 의해 국회 표결을 통과하지 못하였다.

#### 2011년
조제 소크라트스 총리는 2009년 1월 18일에 자신이 2009년 9월 총선에서 재선될 경우 동성 커플에게도 결혼 권리를 허용하는 법안을 도입할 계획이라고 밝혔다. 이 법안은 입양을 고려하지 않았지만 포르투갈 대부분의 LGBT 단체는 이를 중요한 단계로 여기며 지지하였다.
2009년 3월, 호르헤 라코 국무장관은 사회당 정부가 2009년에 재선될 경우 동성결혼을 합법화할 것임 재차 확인하였다. 반면 보수정당인 사회민주당(PSD)의 당수였던 마누엘라 페레이라 레이트는 동성결혼에 반대한다고 발표하였다.
2009년 5월 풀뿌리 시민운동인 '결혼에 평등하게 접근하기 위한 운동'은 동성결혼 합법화를 지지하고자 설립되었으며, 노벨상 수상자인 주제 사라마구와 리스본 시장인 안토니오 코스타를 포함한 포르투갈 유명인사들은 이 운동을 지지하였다.
2009년 9월 사회당은 총선에서 승리하였으며, 재선된 조제 소크라트스 총리는 동성결혼에 대한 공약을 지킬 것이라고 확언하였다. 사회당의 동성결혼 입법 계획은 좌파 블록으로부터 강력한 지지를 얻었다. 좌파 블록 원내대표는 성별에 중립적인 정의를 지닌 가족법 개정안을 의회에 제출하였다. In mid-October 2009, Jorge Lacão said it would be likely that same-sex marriage would be legalised in early 2010. 2009년 10월 중순 호르헤 라코는 2010년 초 동성결혼이 합법화될 것이라고 발언했다.
2009년 11월 3일 동성결혼에 반대하는 CDS-국민당은 동성결혼 합법화 문제를 국민 투표에 부칠 것을 요구하였지만 총리와 사회당 및 좌파 블록은 CDS-국민당의 제안을 거부하였다. 사회당의 원내대표 프란시스코 마시스는 동성결혼 법안이 곧 표결에 부쳐질 것이며, 법안에서 입양권은 제외되었다고 발표하였다. 사회당 정부는 2009년 12월 17일 가족법 개정안을 승인하였다.
2010년 1월 8일 포르투갈 의회는 토론 끝에 찬성 126표 반대 97표로 정부의 가족법 개정안을 통과시켰다. 좌파 블록과 녹색당이 제출한 비슷한 법안과 사회민주당의 시민결합법안은 기각되었다. 의회 헌법위원회는 법안을 승인하였으며, 2월 11일 열린 총회에서 최종적으로 통과하였다. 2010년 2월 24일 헌법위원회는 대통령 재가를 위해 이 법안을 아니발 카바쿠 실바 포르투갈 대통령에게 보냈다.
대통령은 2010년 3월 13일 국회에서 의결한 가족법 개정안이 합헌인지 위헌인지 헌법재판소의 판단을 구했으며, 포르투갈 헌법재판소는 2010년 4월 8일 동성결혼이 합헌임을 판결하였다. 판결문은 4월 28일 대중에게 공개되었으며, 대통령에게 서명을 할 것인지 거부권을 행사할 것인지 20일의 기한을 주었다.
2010년 5월 17일 아니발 카바쿠 실바 대통령은 법안에 서명하였다. 법은 2010년 5월 31일 관보에 공표되었으며 6월 5일부터 공식적인 효력을 발휘하였다. 2010년 6월 7일 피레스-파이쇼 커플은 포르투갈에서 결혼한 최초의 동성커플이 되었다.

### 입양권
동성결혼이 합법화된 이후 2013년까지 포르투갈 의회에는 동성부부에게도 이성부부와 동일한 입양권을 부여하기 위한 법안이 여러번 발의되었으나 통과하지 못하였다.
2013년 5월 17일 의회는 1차 독회에서 동성부부에게 배우자의 아이를 입양할 수 있게 하는 법안을 승인하였으나 2차 독회에서 5표차로 부결되었다. 결국 2014년 1월 17일 의회는 동성부부의 입양권리를 국민투표에 부치기 위한 결의안을 승인하였다. 하지만 1월 28일 아니발 카바쿠 실바 대통령은 국민투표에 부치는 것이 합헌인지 헌법재판소에 판결을 요구하였고, 재판단은 2월 19일 결의안이 위헌이라고 판결하였다. 판결에 따라 대통령은 결의안에 거부권을 행사하였다.
2015년 11월 20일 의회는 동성부부의 입양을 허용하는 5개의 법안을 1차 독회에서 통과하였다. 법안들은 헌법위원회로 송부되었다. 12월 16일 위원회는 법안들을 하나의 법안으로 통합시킨 후 승인하였다. 12월 18일 포르투갈 의회는 법안을 최종 의결하였다. 하지만 2016년 1월 23일 대통령은 해당 법안에 거부권을 행사하였으며, 이 사실은 1월 25일에 대중에 공개되었다. 2016년 2월 10일 포르투갈 의회는 같은 법안을 재의하여 거부권을 무력화하였다. 새로 개정된 법은 2월 29일 관보에 개시되었으며, 2016년 3월 1일부터 공식적인 효력을 발휘하였다.

## 통계
동성결혼을 허용한 새 가족법이 시행된지 1년 후 포르투갈에서는 약 380 쌍의 동성부부가 탄생하였다.
2013년에 305쌍이, 2014년에는 308쌍의 동성커플이 결혼하였다. 이는 2014년에 치루어진 모든 결혼의 약 1%에 해당하는 수치이다.